# Cristina García Rodero
Cristina García Rodero (Puertollano, Ciudad Real, 14 oktober 1949) is een Spaanse fotograaf. Ze is een lid van Magnum Photos sinds 2005